# Modalismo
El modalismo (término acuñado en el siglo XIX) es una posición teológica antitrinitaria que, de acuerdo con sus defensores, se ciñe de manera estricta al concepto monoteísta sobre Dios expreso en la Biblia. El modalismo sostiene que Dios, al ser un Espíritu carente de cuerpo material y forma, deberá valérselas de maneras o modos (de ahí el término modalismo) para poder interactuar con la humanidad a lo largo de la historia de acuerdo con las circunstancias y propósitos. Esta doctrina es y ha sido considerada herética por la inmensa mayoría de cristianos a lo largo de la historia. Los tres grandes modos o manifestaciones de Dios para el modalismo son: El Padre, el Hijo y el Espíritu Santo, que no son personas distintas, son solo modos de existencia o roles que ha asumido el único e indivisible Dios a fin de llevar a cabo su plan de redención para el hombre. Sin embargo, a pesar de no ser personas distintas los modos que Dios asume tienen propósitos distintos, por lo que se puede hablar de una diferencia funcional entre ellos; mas no una distinción personal pues entre otras cosas varios defensores de esta postura niegan que Dios en su esencia sea una 'persona' al sostener firmemente que según la Biblia "Dios es Espíritu". A pesar de que la mayoría de ellos niegue cualquier tipo de personalidad en Dios todos sin embargo sostienen vehementemente que este se ha manifestado o revelado plenamente al mundo en la persona de Jesucristo, el cual no solo es considerado el hijo de Dios sino Dios mismo; mas, lejos de la interpretación tradicional que relaciona su divinidad con la de Dios Hijo estos la identifican con la de Dios Padre. Para defender su postura los partidarios del modalismo utilizan textos de la Biblia donde se muestra a Dios como un ser único y donde se lo relaciona directamente con Jesucristo. Antes de la invención del término 'modalismo' se emplearon diversos términos desde tiempos antiguos para referirse a esta doctrina tales como monarquianismo, patripasianismo y/o sabelianismo. En la actualidad sus principales defensores, los pentecostales unicitarios, optan mejor por utilizar el término unicidad de Dios para referirse a dicha doctrina. 
Aunque hoy en día existen algunas controversias entre los partidarios del modalismo, todos concuerdan en algo y es en que Dios no consiste es una esencia que existe en tres personas distintas; sino, más bien, en un único ser que se manifiesta de tres modos distintos (sea en diferentes tiempos o simultáneamente). Los pentecostales unicitarios (a diferencia de Sabelio quien aparentemente decía que los modos de Dios eran sucesivos) sostienen que Dios puede manifestarse como Padre, como Hijo y como Espíritu Santo simultáneamente "sin dejar de ser el mismo y único Dios". Para defender su posición a menudo apelan a la naturaleza dual de Cristo para así explicar como Jesucristo y Dios siendo la misma persona pueden interactuar entre sí desde perspectivas distintas. Mas, al enseñar que la naturaleza humana de Cristo (que es lo llamado -según ellos- Hijo de Dios) puede interactuar con la naturaleza divina (que -según ellos- es a quien Jesús llama Padre) como si fueran dos personas distintas terminan cayendo en otra herejía denominada nestorianismo.

## Debate
Una de las mayores dificultades para estudiar el avance del modalismo en la edad postapostólica, radica en el hecho de que la naciente Iglesia católica aceptó en el Concilio de Nicea, en el 325 d. C. las bases de lo que sería el dogma de la Trinidad, como su doctrina de fe con relación a Dios y el mismo dogma es hoy también fundamental para las iglesias ortodoxas y las iglesias protestantes. 
Según sus seguidores actuales, las ideas modalistas debieron alcanzar una difusión notable entre los cristianos de los siglos II y III, ya que Tertuliano (un trinitario temprano) escribió una de sus principales obras teológicas, Contra Praxeas, específicamente para refutar esta doctrina. Fue en este documento donde Tertuliano utilizó por vez primera el vocablo latino trinitas que significa Trinidad. Es necesario reconocer, sin embargo, que ya antes Teófilo de Antioquía había utilizado la palabra griega Τριας (tríada) para expresar la unión de las tres Divinas Personas.
En la obra "Contra Práxeas", Tertuliano comenta que "los simples", y agrega que siempre constituyen la mayoría de los creyentes, se sorprenden de lo que denomina la "dispensación" (Un Dios en Tres Personas), lo que ha sido interpretado por muchos partidarios del modalismo como un reconocimiento de que la suya era la creencia dominante de finales del siglo II y principios del siglo III.
Práxeas sostenía que Jesús es el Dios único que fue manifestado en carne a fin de traer salvación a la humanidad y afirmaba que el único Dios es el Padre. "El Hijo —y por lo mismo el Espíritu Santo— no son más que nombres, formas de hablar con las que nos referimos a un único ser" («vox et sonus oris»: Adv. Praxeam, 7).
El Concilio de Nicea rechazó la oposición al dogma de la Trinidad y fundamentalmente enfrentó una concepción de contenido totalmente diferente al modalismo, la de Arrio, quien sostenía que Jesucristo, Hijo de Dios, no era el mismo Dios Padre, sino que el único Dios verdadero lo adoptó como Hijo, en previsión de sus méritos. (Atanasio, Oratio contra Arianos I,5-6). Para Arrio, el Padre es la única persona del Dios Creador de todo y según él, esa era la creencia original de los primeros cristianos.(Arrio, Thalia).

## Monarquianismo modalista y monarquianismo dinámico
"La palabra monarca viene de dos palabras griegas; mono que significa solo, y arca que significa mando, gobierno. Monarca, pues, quiere decir el que ejerce el mando por sí solo, aquél en quien está concentrado el Monopolio del poder... esto es, significa el rey absoluto". Así, el Monarquianismo fue un término que se utilizó en contra de la idea trinitaria de un Dios compuesto por tres personas. 
Los historiadores han usado el término monarquianismo para describir dos creencias completamente diferentes y sin ninguna relación doctrinal entre sí. El monarquianismo modalista (o simplemente modalismo) y el monarquianismo dinámico. La palabra "monarca" enfatizaba que el Rey del universo es uno solo, y "modalismo" que Dios se ha manifestado al hombre de diversos modos. El monarquianismo modalista identificaba a Jesucristo como Dios mismo (el Padre) manifestado en carne. 
De otro lado, el monarquianismo dinámico o adopcionismo, declaraba que Jesús era un ser inferior y subordinado a Dios. Mantenía que Jesús era un ser humano que llegó a ser el Hijo de Dios a causa de la sabiduría divina o el Logos que habitaba en Él.

## Antiguos Exponentes del Modalismo

### Desde la Edad Postapostólica hasta el Concilio de Nicea
Los líderes modalistas más prominentes fueron Noeto de Esmirna, Práxeas y Sabelio. Noeto fue profesor de Práxeas en Asia Menor, Práxeas predicó en Roma cerca del año 190 d. C. y Sabelio predicó en Roma cerca del año 215.
Por los años 180 - 200 d. C., Noeto de Esmirna expuso que Cristo, si es Dios, es Padre también, porque de lo contrario no sería Dios, ya que no hay más Dios que el Padre. Para defender su tesis, recurría sobre todo a los textos de la Escritura sobre la Unicidad Divina y la unión del Hijo con el Padre. De Noeto se tienen noticias indirectas por la obra de Hipólito de Roma, Philosopheumena o “Refutación de todas las herejías”.
El contemporáneo de Noeto, Práxeas, predicó por Roma y Cartago. Práxeas afirmaba que el único Dios es el Padre. "El Hijo —y por lo mismo el Espíritu Santo— no son más que nombres, formas de hablar con las que nos referimos a un único ser" («vox et sonus orís»: Adv. Praxeam, 7). Esto es lo que escribió Tertuliano (murió cerca del año 225) en un tratado en contra de Práxeas, del que conseguimos mucha información acerca de los modalistas.
Sabelio, originario de la Pentápolis de Libia, predicó en Roma entre los años (199-217) y allí ganó numerosos seguidores. Debido a que Sabelio fue el modalista más prominente, los historiadores a menudo llaman a la doctrina Sabelianismo. Sabelio concebía que toda la plenitud de la Deidad moraba en Cristo, y mantenía que los términos Padre e Hijo, eran solamente designaciones diferentes del único Dios, quien por causa de ser el origen de todo es conocido como el Padre, pero referente a su apariencia en medio de la humanidad es conocido como el Hijo. Esta explicación condujo a una conclusión por parte de los trinitarios de que si el Padre y el Hijo estaban totalmente identificados, entonces el Padre habría sido quien sufrió en la cruz, una vez que el Hijo como tal no existe. Esta teología recibió el nombre de patripasianismo. Sin embargo, es cuestionable que Sabelio hubiera promulgado que Jesús murió como Padre (en su Divinidad), sino que él enseñaba que la muerte de Cristo se dio en su condición de Hijo (o de varón perfecto). 
Hipólito, quien compartía las ideas de Tertuliano, en su obra Philosopheumena, acusó de sabelianismo a Ceferino (quien fue obispo de Roma en el periodo 199-217 d. C.) y, junto con Tertuliano, también a su sucesor Calixto (217-222). Este, a su vez, acusó a Tertuliano y a Hipólito como propagadores de falsas doctrinas. El historiador Adolf von Harnack, a propósito del conflicto desatado entre Hipólito y los obispos Ceferino y Calixto, afirmó que la Unicidad de Dios era la posición mayoritaria de aquella época, siendo la fe común de la gente sencilla, y que esta fue modificada posteriormente por la influencia de la especulación que desarrollaron los apologistas griegos, quienes enseñaron que el logos (el Verbo o la Palabra) era alguien distinto al Padre, lo que conllevó a la formulación de los dogmas trinitarios en los siglos IV y V. 
Otro líder cristiano llamado Comodiano, enseñó en Roma poco antes de la persecución de Diocleciano (245-313 d. C.), y escribió poemas impregnados de la enseñanza de la unidad de Dios.

### Desde el Concilio de Nicea hasta el comienzo de la Edad Media
En el año 336, es convocado un sínodo en Constantinopla donde Marcelo de Ancira fue desterrado por la Iglesia católica, acusado de sabelianismo. El libro que le hizo famoso fue su tratado contra el arriano Asterio, que fue la más importante de sus obras. Por desgracia, no sabemos ni siquiera su título. En un concilio celebrado en Sárdica en el año 343, se aseguró que Marcelo creyó que el Verbo (o Logos) era el eterno plan de Dios para con el hombre, por consiguiente, la Palabra sólo empezó a ser Hijo a partir de la encarnación (ya que el Hijo es la Palabra hecha carne). De esta manera, Marcelo contradecía la posición  de la Iglesia católica, de que el Verbo (La Palabra) era una persona eterna que estuvo con Dios desde la eternidad. Marcelo también escribió otras obras en contra de los arrianos, pero ninguna de éstas se ha conservado.
Fotino de Sirmio, fue un discípulo de Marcelo de Ancira. Fotino consideró al Logos como la facultad de Dios para auto revelarse o darse a conocer al hombre. Recalcó que no había ningún “Hijo trinitario” o “Hijo Eterno”, ya que el Hijo no existió antes de ser engendrado en la virgen María, porque en la Biblia se entiende por Hijo de Dios, a la manifestación de Dios en carne como Cristo, el hombre perfecto. Contra él escribió Audiencio, un obispo español católico, que en el libro titulado De fide adversus omnes haereticos, se dirigió a sus seguidores como fotinianos (también conocidos como bonosiacos). En el concilio de Sirmio, realizado en el 351 d. C. se lanzaron anatemas contra Fotino y sus seguidores. 
En el año 385, el hispano Prisciliano (aprox. 340 – 385), fue torturado y decapitado junto con algunos de sus seguidores. La acusación contra Prisciliano era que este no aceptaba el dogma de un Dios compuesto por personas divinas y se alineaba con posiciones sabelianistas.

### Edad Media
Algunos escritores modernos de orientación pentecostal hallan evidencia de que la doctrina modalista existía entre los priscilianistas (c. 350—c. 700), los euquites (c. 350—c. 900), los bogomilos (c. 900—c. 1400) y los cátaros (c. 1000—1500).
Algunos teólogos medievales tuvieron que enfrentarse a acusaciones de modalismo por parte de las autoridades eclesiásticas de la época. Así, por ejemplo, Pedro Abelardo (1079-1142), quien fundó y dirigió la Universidad de París, fue acusado de sabelianismo tras la publicación de su obra Theologia Summi Boni. Condenado en un sínodo provincial celebrado en Soissons en 1121, tuvo que quemar públicamente su libro y retirarse a un convento.

### Reforma Protestante
Algunos grupos de anabautistas, que creían en la necesidad del bautismo en el nombre de Jesús dentro del plan de salvación, sostenían ideas modalistas. Miguel Servet (1511-1553) defendió ideas de tipo modalista, como que Jesús era Dios sin que pudiera establecerse ninguna distinción entre personas divinas, sino que Dios se manifestaba como Padre, Hijo o Espíritu según la ocasión. Sin embargo, también afirmó que el Hijo de Dios no había existido como tal antes de la concepción de María, sino sólo como Logos o palabra de Dios.

## Unicidad de Dios
Algunas iglesias pentecostales, particularmente las conocidas como Pentecostales del Nombre de Jesucristo, profesan actualmente la teología de la Unicidad de Dios, que fue conocida desde el siglo XIX como modalismo.